# Associazione Sportiva Reggina 1967-1968
Questa pagina raccoglie i dati riguardanti l'Associazione Sportiva Reggina nella stagione 1967-1968.

## Stagione
La squadra, allenata da Tommaso Maestrelli, ha concluso la sua terza stagione in Serie B in nona posizione.

## Rosa
| N. |                   | Ruolo | Calciatore      |
| -- | ----------------- | ----- | --------------- |
| -  | Italia (bandiera) | P     | Luigi Ferrari   |
| -  | Italia (bandiera) | P     | Bruno Jacoboni  |
| -  | Italia (bandiera) | D     | Carlo Mupo      |
| -  | Italia (bandiera) | D     | Bruno Divina    |
| -  | Italia (bandiera) | D     | Piero Gardoni   |
| -  | Italia (bandiera) | D     | Nedo Sonetti    |
| -  | Italia (bandiera) | D     | Galeazzo Bello  |
| -  | Italia (bandiera) | C     | Giovanni Toschi |
| -  | Italia (bandiera) | C     | Fabio Ferrario  |
| -  | Italia (bandiera) | C     | Vito Florio     |
| -  | Italia (bandiera) | C     | Franco Tacelli  |

| N. |                   | Ruolo | Calciatore           |
| -- | ----------------- | ----- | -------------------- |
| -  | Italia (bandiera) | C     | Mimmo Mannino        |
| -  | Italia (bandiera) | C     | Rosario Sbano        |
| -  | Italia (bandiera) | C     | Franco Vanzini       |
| -  | Italia (bandiera) | A     | Luigino Vallongo     |
| -  | Italia (bandiera) | D     | Zino Zani            |
| -  | Italia (bandiera) | D     | Gianfranco Clerici   |
| -  | Italia (bandiera) | D     | Gian Piero Ghiglione |
| -  | Italia (bandiera) | D     | Roberto Gatti        |
| -  | Italia (bandiera) | C     | Arturo Campagna      |
| -  | Italia (bandiera) | C     | Eugenio Matteoni     |

## Risultati

### Serie B

#### Girone di andata
| 10 settembre 1967 1ª giornata | Reggina | 0 – 1 | Livorno |  |

| 17 settembre 1967 2ª giornata | Reggina | 3 – 2 | Foggia & Incedit |  |

| 21 ottobre 1945 3ª giornata | Verona | 2 – 1 | Reggina |  |

| 1º ottobre 1967 4ª giornata | Reggiana | 1 – 1 | Reggina |  |

| 23 settembre 1951 5ª giornata | Reggina | 2 – 0 | Genoa |  |

| 15 ottobre 1967 6ª giornata | Reggina | 3 – 1 | Modena |  |

| 22 ottobre 1967 7ª giornata | Bari | 1 – 2 | Reggina |  |

| 29 ottobre 1967 8ª giornata | Palermo | 1 – 0 | Reggina |  |

| 5 novembre 1967 9ª giornata | Reggina | 1 – 1 | Lecco |  |

| 23 dicembre 1945 10ª giornata | Reggina | 2 – 1 | Lazio |  |

| 19 novembre 1967 11ª giornata | Novara | 3 – 1 | Reggina |  |

| 26 novembre 1967 12ª giornata | Reggina | 1 – 0 | Catanzaro |  |

| 3 dicembre 1967 13ª giornata | Perugia | 0 – 2 | Reggina |  |

| 23 dicembre 1945 14ª giornata | Padova | 2 – 0 | Reggina |  |

| 17 dicembre 1967 15ª giornata | Reggina | 1 – 4 | Catania |  |

| 31 dicembre 1967 16ª giornata | Venezia | 2 – 3 | Reggina |  |

| 21 aprile 1946 17ª giornata | Reggina | 0 – 0 | Pisa |  |

| 14 gennaio 1968 18ª giornata | Messina | 2 – 4 | Reggina |  |

| 21 gennaio 1968 19ª giornata | Monza | 1 – 0 | Reggina |  |

| 28 gennaio 1968 20ª giornata | Reggina | 0 – 0 | Potenza |  |

#### Girone di ritorno
| 4 febbraio 1968 21ª giornata | Livorno | 2 – 0 | Reggina |  |

| 11 febbraio 1968 22ª giornata | Foggia & Incedit | 2 – 1 | Reggina |  |

| 18 febbraio 1968 23ª giornata | Reggina | 0 – 0 | Verona |  |

| 25 febbraio 1968 24ª giornata | Reggina | 1 – 0 | Reggiana |  |

| 3 marzo 1968 25ª giornata | Genoa | 1 – 0 | Reggina |  |

| 10 marzo 1968 26ª giornata | Modena | 2 – 0 | Reggina |  |

| 17 marzo 1968 27ª giornata | Reggina | 1 – 0 | Bari |  |

| 24 marzo 1968 28ª giornata | Reggina | 1 – 1 | Palermo |  |

| 31 marzo 1968 29ª giornata | Lecco | 0 – 0 | Reggina |  |

| 7 aprile 1968 30ª giornata | Lazio | 2 – 2 | Reggina |  |

| 14 aprile 1968 31ª giornata | Reggina | 0 – 0 | Novara |  |

| 21 aprile 1968 32ª giornata | Catanzaro | 1 – 1 | Reggina |  |

| 28 aprile 1968 33ª giornata | Reggina | 1 – 1 | Perugia |  |

| 5 maggio 1968 34ª giornata | Reggina | 2 – 1 | Padova |  |

| 12 maggio 1968 35ª giornata | Catania | 2 – 0 | Reggina |  |

| 26 maggio 1968 36ª giornata | Reggina | 0 – 0 | Venezia |  |

| 2 giugno 1968 37ª giornata | Pisa | 2 – 2 | Reggina |  |

| 9 giugno 1968 38ª giornata | Reggina | 0 – 0 | Messina |  |

| 16 giugno 1968 39ª giornata | Reggina | 4 – 3 | Monza |  |

| 23 giugno 1968 40ª giornata | Potenza | 2 – 2 | Reggina |  |

## Statistiche

### Statistiche di squadra
| Competizione | Punti | In casa | In casa | In casa | In casa | In casa | In casa | In trasferta | In trasferta | In trasferta | In trasferta | In trasferta | In trasferta | Totale | Totale | Totale | Totale | Totale | Totale | DR |
| Competizione | Punti | G       | V       | N       | P       | Gf      | Gs      | G            | V            | N            | P            | Gf           | Gs           | G      | V      | N      | P      | Gf     | Gs     | DR |
| ------------ | ----- | ------- | ------- | ------- | ------- | ------- | ------- | ------------ | ------------ | ------------ | ------------ | ------------ | ------------ | ------ | ------ | ------ | ------ | ------ | ------ | -- |
| Serie B      | 41    | 20      | 9       | 9       | 2       | 23      | 16      | 20           | 4            | 6            | 10           | 22           | 31           | 40     | 13     | 15     | 12     | 45     | 47     | -2 |
| Coppa Italia |       | 3       | 2       | 0       | 1       | 4       | 3       | 1            | 0            | 0            | 1            | 0            | 4            | 4      | 2      | 0      | 2      | 4      | 7      | -3 |
| Totale       |       | 23      | 11      | 9       | 3       | 27      | 19      | 21           | 4            | 6            | 11           | 22           | 35           | 44     | 15     | 15     | 14     | 49     | 54     | -5 |

### Statistiche dei giocatori
| Giocatore     | Serie B  | Serie B | Coppa Italia | Coppa Italia | Totale   | Totale |
| Giocatore     | Presenze | Reti    | Presenze     | Reti         | Presenze | Reti   |
| ------------- | -------- | ------- | ------------ | ------------ | -------- | ------ |
| G. Bello      | 17       | 0       | 1            | 0            | 18       | 0      |
| A. Campagna   | 2        | 0       | 2            | 0            | 4        | 0      |
| G. Clerici    | 31       | 0       | 1            | 0            | 32       | 0      |
| B. Divina     | 30       | 4       | 3            | 0            | 33       | 4      |
| L. Ferrari    | 21       | -19     | 4            | -7           | 25       | -26    |
| F. Ferrario   | 26       | 7       | 3            | 0            | 29       | 7      |
| V. Florio     | 36       | 6       | 3            | 0            | 39       | 6      |
| P. Gardoni    | 32       | 0       | -            | -            | 32       | 0      |
| R. Gatti      | 8        | 0       | 4            | 0            | 12       | 0      |
| G. Ghiglione  | 12       | 0       | 3            | 0            | 15       | 0      |
| B. Jacoboni   | 21       | -28     | -            | -            | 21       | -28    |
| M. Mannino    | 3        | 0       | 1            | 0            | 4        | 0      |
| E. Matteoni   | 3        | 0       | -            | -            | 3        | 0      |
| C. Mupo       | 18       | 0       | 2            | 0            | 20       | 0      |
| A. Reggianini | -        | -       | 1            | 0            | 1        | 0      |
| R. Sbano      | 27       | 3       | 3            | 2            | 30       | 5      |
| N. Sonetti    | 27       | 1       | 3            | 0            | 30       | 1      |
| F. Tacelli    | 13       | 3       | 2            | 0            | 15       | 3      |
| G. Toschi     | 34       | 6       | 4            | 0            | 38       | 6      |
| L. Vallongo   | 28       | 9       | 3            | 1            | 31       | 10     |
| F. Vanzini    | 26       | 5       | 3            | 0            | 29       | 5      |
| Z. Zani       | 27       | 1       | 2            | 0            | 29       | 1      |